# Abdón (biblická postava)
Abdón (hebrejsky עַבְדּוֹן‎, Avdon), v českých překladech Bible přepisováno též jako Abdon, je jméno několika postav Bible. Biblista Heller jméno vykládá jako „Služebníček“. Tentýž význam má i jméno jednoho z mošavů v Izraeli, který nese název Avdon. V knize Jozue je zmínka o starověkém městě téhož jména, které leželo na území izraelského kmene Ašer, ale bylo přiděleno levitům.

## Starozákonní soudce
Jméno jednoho ze starozákonních soudců, o němž se zmiňuje kniha Soudců. Tento soudce pocházel z Pireatónu, které leželo na území izraelského kmene Efrajim, a soudil syny Izraele osm let, a sice od doby, kdy zemřel soudce Elón. Podle Davida Ganse Abdónovo soudcovské období spadá do let 2803–2810 od stvoření světa neboli do let 959–951 před naším letopočtem. Po smrti byl Abdón, který je židovskými učenci považován za dvanáctého tradenta ústní Tóry, pochován ve svém rodišti a po něm soudil syny Izraele soudce Samson.
Ze skromných údajů o osobě soudce Abdóna se dále dovídáme nejen to, že měl čtyřicet synů a třicet vnuků, ale i to, že tito jeho mužští potomci „jezdili na sedmdesáti oslátkách“. Tento zvláštní údaj je podobný tomu, co můžeme číst v knize Soudců na jiném místě v souvislosti se syny dřívějšího soudce Jaíra Gileádského. Někteří biblisté v tomto údaji vidí náznak vznikající „instituce jakýchsi dědičných úřadů“, skrze něž soudci „spravovali různé obce a vykonávali dozor nad rozlehlým krajem“.

## Další osoby téhož jména vTanachu
- syn Šášaka, náčelník jednoho z rodů kmene Benjamín[9]
- prvorozený syn Jeíele, knížete města Gibeón, a zároveň strýc krále Saula[10]
- jeden z úředníků krále Jóšijáše[11]